# Kazimierz Brandys

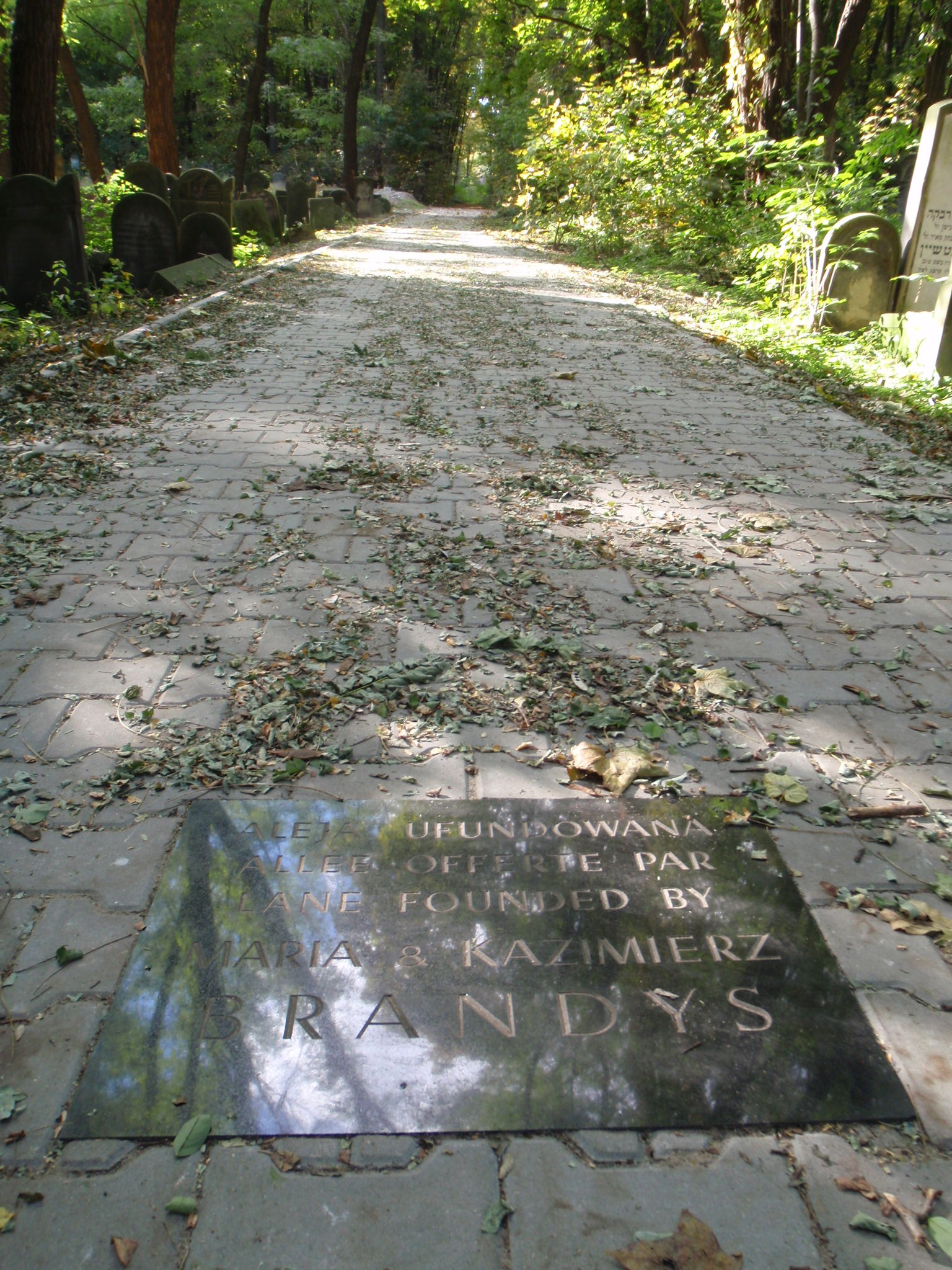
Alejka na cmentarzu żydowskim w Warszawie ufundowana przez Kazimierza i Marię Brandysów

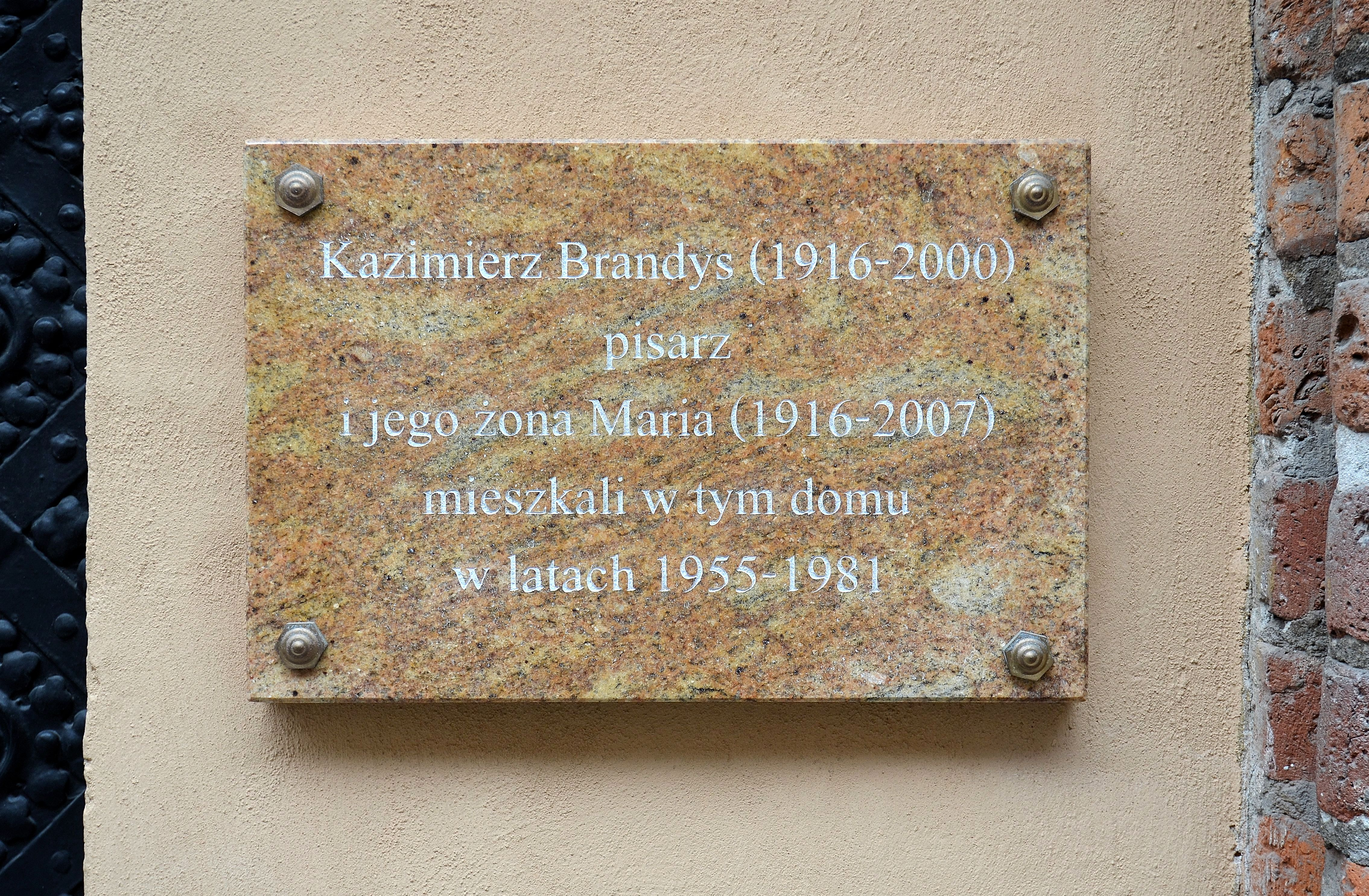
Tablica upamiętniająca Kazimierza i Marię Brandysów przy wejściu do kamienicy na ul. Nowomiejskiej 5 w Warszawie, odsłonięta 9 listopada 2012

Kazimierz Brandys (ur. 27 października 1916 w Łodzi, zm. 11 marca 2000 w Paryżu) – polski prozaik, eseista, autor scenariuszy filmowych.

## Życiorys
Pochodził z inteligenckiej rodziny pochodzenia żydowskiego zasymilowanej w Polsce. Brandysowie byli właścicielami banku w Łodzi. Kazimierz i o cztery lata starszy brat Marian uczęszczali do Szkoły Zgromadzenia Kupców Miasta Łodzi. Kazimierz ukończył studia na Wydziale Prawa Uniwersytetu Warszawskiego, jak jego brat, również późniejszy pisarz. Debiutował w 1935 na łamach miesięcznika „Kuźnia Młodych” jako krytyk teatralny. 
Podczas okupacji ukrywał się w Warszawie, poza gettem, po aryjskiej stronie.
W latach 1945–1950 członek zespołu redakcyjnego tygodnika „Kuźnica”, od 1946 był członkiem Polskiej Partii Robotniczej, a następnie Polskiej Zjednoczonej Partii Robotniczej, od 1956 rzecznik „odnowy” i „oczyszczenia moralnego” partii i władzy; w latach 1956–1960 członek zespołu redakcyjnego tygodnika „Nowa Kultura”. W 1966 wystąpił z partii w proteście przeciwko represjom wobec Leszka Kołakowskiego. W latach 1970–1971 wykładowca literatur słowiańskich na Sorbonie. W 1976 podpisał „Memoriał 101”, protestując przeciwko zmianom w Konstytucji PRL. W latach 1977–1980 był członkiem redakcji drugoobiegowego czasopisma opozycji demokratycznej „Zapis”, w 1978 został członkiem Towarzystwa Kursów Naukowych.
Od 1981 r. mieszkał na stałe poza krajem. Był członkiem Stowarzyszenia Pisarzy Polskich.
Był mężem tłumaczki Marii Zenowicz.
Zmarł w Paryżu, pochowany na cmentarzu Père-Lachaise.

## Cenzura w PRL
Nazwisko Kazimierza Brandysa znalazło się na specjalnej liście, na której umieszczono autorów pod szczególnym nadzorem peerelowskiej cenzury. Tomasz Strzyżewski w swojej książce o cenzurze w PRL publikuje poufną instrukcję cenzorską z 21 lutego 1976 roku Głównego Urzędu Kontroli Prasy, Publikacji i Widowisk, na której umieszczono jego nazwisko oraz następujące wytyczne: „Wszystkie własne publikacje autorów z poniższej listy zgłaszane przez prasę i wydawnictwa książkowe oraz wszystkie przypadki wymieniania ich nazwisk należy sygnalizować kierownictwu Urzędu, w porozumieniu z którym może jedynie nastąpić zwolnienie tych materiałów. Zapis nie dotyczy radia i TV, których kierownictwo we własnym zakresie zapewnia przestrzeganie tych zasad. Treść niniejszego zapisu przeznaczona jest wyłącznie do wiadomości cenzorów”.

## Twórczość
- 1946 Drewniany koń
- 1946 Miasto niepokonane
- Między wojnami
  - 1948 Samson
  - 1948 Antygona
  - 1949 Troja, miasto otwarte
  - 1951 Człowiek nie umiera
- 1953 Sprawiedliwi ludzie
- 1954 Obywatele
- 1956 Czerwona czapeczka: wspomnienia z teraźniejszości
- 1957 Matka Królów
- 1958 Listy do pani Z.: wspomnienia z teraźniejszości
- 1960 Romantyczność
- 1963 Sposób bycia
- 1965 Bardzo starzy oboje
- 1966 Obrona Grenady i inne opowiadania
- 1966 Dżoker
- 1968 Rynek
- 1970 Jak być kochaną i inne opowiadania
- 1970 Mała księga
- 1972 Wariacje pocztowe
- 1974 Pomysł
- 1975 Nowele filmowe
- 1977 Nierzeczywistość
- 1980 Miesiące: 1978–1979
- 1982 Rondo
- 1984 Miesiące: 1982–1984
- 1987 Miesiące: 1980–1981
- 1987 Miesiące: 1985–1987
- 1991 Charaktery i pisma
- 1995 Zapamiętane
- 1999 Przygody Robinsona

Scenariusze filmowe:
- 1961 Samson
- 1962 Jak być kochaną
- 1965 Sposób bycia
- 1967 Bardzo starzy oboje
- 1981 Spokojne lata
- 1982 Matka Królów

## Ordery i odznaczenia
- Order Sztandaru Pracy II klasy (15 lipca 1954)[3]
- Krzyż Oficerski Orderu Odrodzenia Polski (22 lipca 1952)[4]
- Medal 10-lecia Polski Ludowej (19 stycznia 1955)[5]
- Złota Odznaka honorowa „Za Zasługi dla Warszawy” (1962)[6]
- Order Sztuki i Literatury (Francja, 1993)

## Nagrody
- 1948 – Nagroda Literacka m.st. Warszawy za Miasto niepokonane[7]
- 1950 – Państwowa Nagroda Artystyczna II stopnia w dziale literatury za cykl powieściowy Między wojnami[8]
- 1955 – Nagroda Państwowa II stopnia za powieść Obywatele[9]
- 1964 – Nagroda d’Isola Elba
- 1982 – Nagroda Fundacji Alfreda Jurzykowskiego
- 1986 – Nagroda Prato-Europa
- 1986 – Nagroda im. Ignazio Silone
- 1998 – Nagroda Polskiego PEN Clubu im. Jana Parandowskiego[10]
- 1999 – Warszawska Premiera Literacka za Przygody Robinsona